# Chiasmopes namaquensis
Espèce
Synonymes
- Spencerella namaquensis Roewer, 1955

Chiasmopes namaquensis est une espèce d'araignées aranéomorphes de la famille des Pisauridae.

## Distribution
Cette espèce se rencontre en Namibie et en Afrique du Sud.

## Description
La femelle holotype mesure 10 mm.

## Systématique et taxinomie
Cette espèce a été décrite sous le protonyme Spencerella namaquensis par Roewer en 1955. Elle est placée dans le genre Chiasmopes par Blandin en 1974.

## Étymologie
Son nom d'espèce, composé de namaqu[aland] et du suffixe latin -ensis, « qui vit dans, qui habite », lui a été donné en référence au lieu de sa découverte, le Namaqualand.

## Publication originale
- Roewer, 1955 : « Araneae Lycosaeformia I. (Agelenidae, Hahniidae, Pisauridae) mit Berücksichtigung aller Arten der äthiopischen Region. » Exploration du Parc National de l'Upemba Mission G. F. De Witte, vol. 30, p. 1-420.